# Gare de Sirevåg
La gare de Sirevåg  est une gare ferroviaire norvégienne de la ligne de Jær, située au village de Sirevåg sur le territoire de la commune de Hå. 
Mise en service en 1879, c'est une halte ferroviaire de la Norges Statsbaner (NSB). Elle est distante de 60,36 km du terminus de la gare de Stavanger.

## Situation ferroviaire
Établie à 13,9 m d'altitude, la gare de Sirevåg est située sur la ligne de Jær entre les gares d'Ogna et de Hellvik.

## Histoire
L'arrêt de « Store Sirevaag » est mis en service le 13 décembre 1879, il prend le nom de Sirevåg en avril 1935. Après avoir changé de statut en 1904 et 1969, il redevient un simple arrêt le 27 mai 1990.

## Service des voyageurs

### Accueil
Sirevåg est une halte ferroviaire sans personnel, qui dispose d'un abri de quai pour les voyageurs.

### Desserte
Sirevåg est desservi par des trains locaux en direction d'Egersund et de Stavanger

### Intermodalité
Un parking pour les véhicules y est aménagé.